# Liberation (Bunny Wailer)
Liberation è un album di Bunny Wailer, pubblicato dalla Shanachie Records nel 1988.
Il disco fu registrato al Dynamic Sounds Recording Studios di Kingston, Jamaica.

## Tracce
Testi e musiche di Bunny Wailer
Lato A
1. Rise and Shine – 5:16
2. Liberation – 3:45
3. Botha the Mosquito – 5:24
4. Want to Come Home – 3:55
5. Ready When You Ready – 4:50

Lato B
1. Didn't You Know – 4:35
2. Dash Wey the Vial – 4:23
3. Bald Head Jesus – 4:15
4. Food – 4:04
5. Serious Thing – 4:27

## Musicisti
- Bunny Wailer - voce, percussioni, accompagnamento vocale, arrangiamenti
- Dwight Pinkney - chitarra
- Steven Cat Coore - chitarra
- Earl Chinna Smith - chitarra, chitarra ritmica
- Eric Lamont - chitarra ritmica
- Keith Sterling - tastiere
- Owen Red Fox Stewart - tastiere
- Tony Asher - tastiere
- Headley Bennett - strumenti a fiato
- Barrington Bailey - strumenti a fiato
- Bobby Ellis - strumenti a fiato
- Johnny Moore - strumenti a fiato
- Daniel Thompson - basso
- Errol Carter - basso
- Robbie Shakespeare - basso
- Sly Dunbar - batteria
- Carlton Davis - batteria
- Lincoln Scott - batteria
- Harry T. Powell - percussioni
- Hugh (Uziah Sticky Thompson) - percussioni
- Psalms (gruppo vocale) - accompagnamento vocale, cori